# Roy Greaves
Roy Greaves (sinh ngày 4 tháng 4 năm 1947 và qua đời ngày 12 tháng 8 năm 2024) là một cựu cầu thủ bóng đá người Anh có hơn 500 lần ra sân ở Football League thi đấu cho Bolton Wanderers, nơi ông dành phần lớn sự nghiệp, và Rochdale, và tại North American Soccer League cho Seattle Sounders.
Greaves sinh ra ở Farnworth, gần Bolton. Ông bắt đầu sự nghiệp bóng đá với tư cách cầu thủ trẻ của Bolton Wanderers, thi đấu ở vị trí tiền đạo, và ghi 2 bàn trong màn ra mắt trước Southampton năm 1965. Khi đội bóng gặp khủng hoảng sau khi lương tối đa bị cắt giảm, ông vẫn dẫn đầu danh sách ghi bàn của đội bóng và lần đầu tiên câu lạc bộ lên chơi ở Third Division.
Khi Jimmy Armfield tiếp quản huấn luyện viên mùa hè 1971, ông đưa Greaves vào vị trí tiền vệ. Ông giúp đội bóng vô địch Third Division Championship ở 1972–73 và dần dần trở lại giải cao nhất ở mùa giải 1977–78. Sự xuống hạng của Bolton hai mùa giải sau đó kết thúc thời gian của Greaves ở câu lạc bộ và ông đến Hoa Kỳ thi đấu cho Seattle Sounders trước khi có một mùa giải tại Rochdale. Sau đó ông trở lại Bolton để mở một quán rượu.